# Koblo, Starîi Sambir
Koblo (în ucraineană Кобло) este un sat în comuna Strașevîci din raionul Starîi Sambir, regiunea Liov, Ucraina.

## Demografie
Componența lingvistică a localității Koblo
     Ucraineană (100%)
Conform recensământului din 2001, toată populația localității Koblo era vorbitoare de ucraineană (100%).